# 註生娘娘

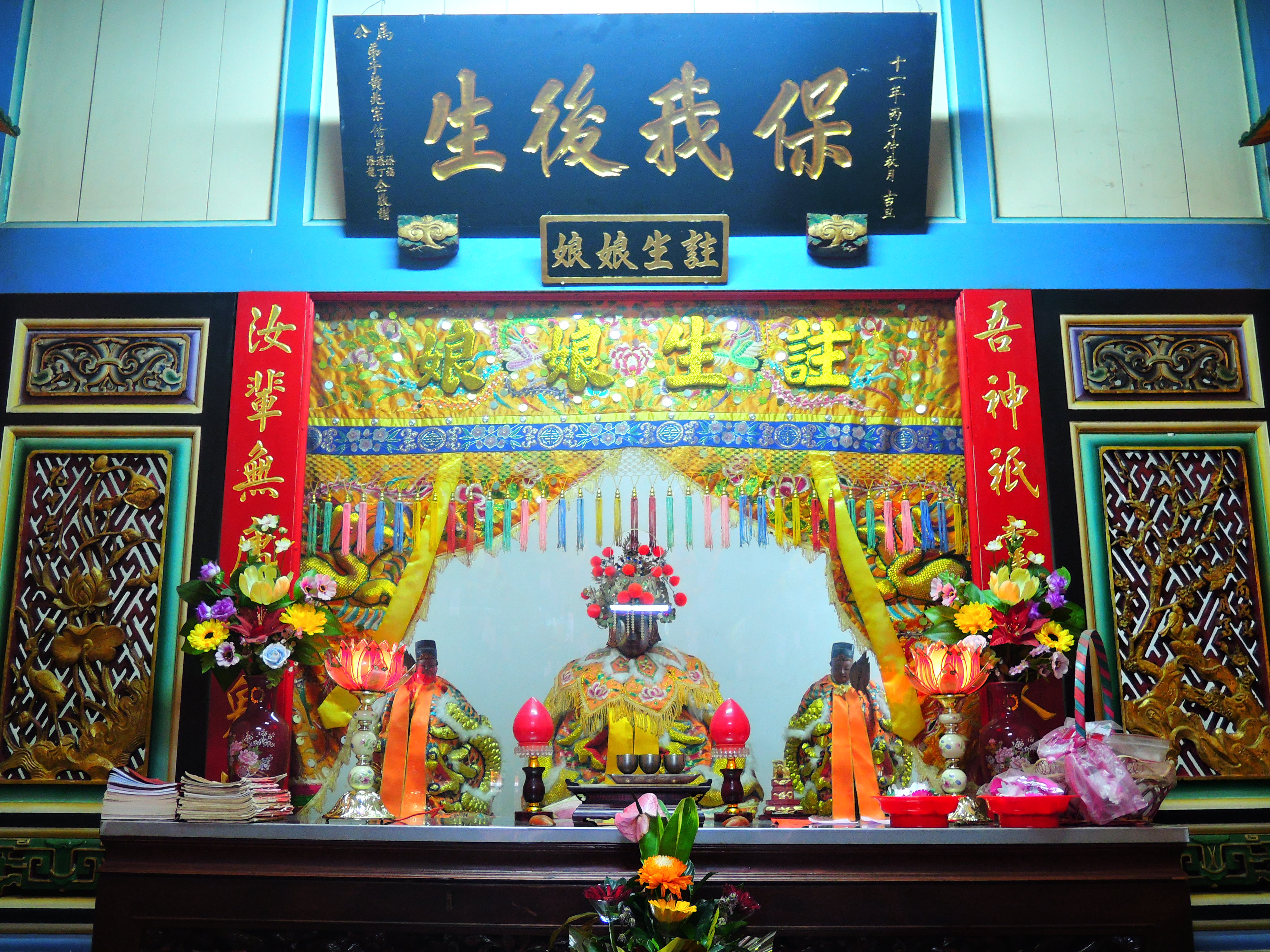
臺灣澎湖馬公城隍廟註生娘娘

註生娘娘，俗稱「註生媽」，是閩南、潮汕和臺灣一帶最受尊奉的生育女神，主管婦女的懷孕、生產，是許多不孕婦女或懷孕婦女的信仰寄託。註生娘娘的造像，多是左手執簿本，右手持筆，象徵其記錄家家戶戶子嗣之事。

## 從神
註生娘娘之從神為「婆姊」，又或作「婆者」、「婆姐」，亦作「婆祖」，又稱「鳥母」，輔佐註生娘娘保佑婦女護產安胎，或者區分所送子嗣之賢愚。
另有些地方也會配祀「花公」、「花婆」此二神，保護「象徵子嗣的紅、白花」，故也是兒童的保護神。
「婆姐」、「花公」、「花婆」這些神祇，也常是臨水夫人、七娘媽（織女）等婦幼保護神的輔佐者。

## 註死娘娘
註死娘娘記載於《臺灣風俗誌》，與註生娘娘一同受到供奉。國立中央圖書館臺灣分館所藏《臺灣寫真帖》中有日本時代所拍攝的註生娘娘與註死娘娘並坐舊照。其神明起源、供奉廟宇及拍攝地點均未知，據調查現今臺灣已無供奉此神明的香火。

## 外部連結
- 鄭素春：〈臺灣註生娘娘信仰之研究〉。